# MSV Eisleben
Der Mansfelder SV Eisleben ist ein Sportverein aus der Lutherstadt Eisleben im Landkreis Mansfeld-Südharz (Sachsen-Anhalt). Sportstätte ist der 5.000 Zuschauer fassende Städtische Sportplatz mit zwei Rasen- und einem Kunstrasenplatz und einer überdachten Tribüne.

## Geschichte

Logo der SG Dynamo

Der Vorgänger des MSV Eisleben wurde im Jahr 1950 als „SV Deutsche Volkspolizei Eisleben“ gegründet. Nach der Gründung der Sportvereinigung Dynamo als zentrale Sportorganisation der DDR-Sicherheitskräfte wurde die SG im Jahr 1953 in „SG Dynamo Eisleben“ umbenannt. Am öffentlichkeitswirksamsten entwickelte sich die Sektion Fußball. In der Hierarchie der SV Dynamo hatte sie allerdings wenig Bedeutung, denn der Spieleraustausch mit dem Schwerpunktclub SC Dynamo Berlin bzw. später BFC Dynamo hielt sich in engen Grenzen (siehe Abschnitt „Personen“).
Im Gründungsjahr der SG Dynamo gewann der Polizeisportverein die Bezirksmeisterschaft Halle und erreichte damit den Aufstieg in die zweitklassige DDR-Liga. Nach zwei Jahren Zweitklassigkeit musste Eisleben im Jahr 1956 jedoch in die II. DDR-Liga absteigen. 1958 kehrte Dynamo in die I. Liga zurück, in der Eisleben in der Folgezeit wie kaum eine andere Mannschaft präsent war.
Ab 1965 wurde die Sportgemeinschaft für zwei Jahre in „Dynamo Mansfeldkombinat Eisleben“ umbenannt. Das metallverarbeitende Werk war mit zeitweise 48.000 Beschäftigten größter Arbeitgeber der Region und trat in diesen Jahren offensichtlich zusätzlich als Trägerbetrieb auf. In der Saison 1964/65 verpassten die Fußballer den Aufstieg in die DDR-Oberliga hinter Turbine Erfurt nur knapp. Nach zwischenzeitlichen Abstiegen in die Bezirksliga Halle in der Saison 1972/73 sowie 1986/87 gehörte Dynamo Eisleben bis zum Ende des DDR-Fußballs 1991 der DDR-Liga an.
Am 15. Februar 1990 wurde nach einer Fusion mit der BSG Mansfeldkombinat Eisleben der „Mansfelder SV Eisleben“ gegründet. Im Januar 1991 schloss sich die Fußballabteilung des SV Südharz Eisleben dem MSV an. Eine Teilnahme am höherklassigen Fußball gelang dem MSV seit dem nicht mehr. Nach einem zwischenzeitlichen Aufenthalt in der Verbandsliga Sachsen-Anhalt (1999–2003) agierte der MSV in den letzten Jahren in der Landesliga Süd bzw. 2007/2008 in der Landesliga Mitte (Sachsen-Anhalt) und schaffte in der letztgenannten Saison den Wiederaufstieg in die Verbandsliga. Nach einem zwischenzeitlichen Abstieg in die Landesklasse gelang 2015 die Rückkehr in die Landesliga.

## Fußball

### Saison 1964/65
Nach drei Jahren in der DDR-Liga mit aufsteigender Tendenz, zuletzt 1964 Platz 4, spielte Dynamo in der Spielzeit 1964/65 seine bisher erfolgreichste Saison. Als Favoriten gingen in der Südstaffel der Liga Oberligaabsteiger SC Turbine Erfurt und der Vorjahreszweite SC Einheit Dresden an den Start. Das Aufgebot der Eislebener hatte sich gegenüber dem Vorjahr kaum geändert, neu waren Peter Tyll als zweiter Torwart und der 20-jährige Stürmer Siegward Reinicke von der unterklassigen Einheit Querfurt. Dynamos Saisonstart war zunächst durchwachsen, nach sechs Spieltagen waren erst fünf Punkte erreicht. Mit dem 6:1 über Motor Karl-Marx-Stadt am 7. Spieltag wurde aber erstmals ein Achtungszeichen gesetzt, zwei Wochen später folgte mit dem 4:1-Heimsieg über Turbine Erfurt ein Paukenschlag. Nach Abschluss der Herbstserie lag Dynamo Eisleben hinter den Erfurtern auf dem 2. Tabellenplatz. Nach einem 3:0-Auswärtssieg gegen Vorwärts Leipzig am 18. Spieltag und einem gleichzeitigen Unentschieden der Erfurter stand Dynamo erstmals an der Tabellenspitze, der jedoch zwei Wochen später mit einer herben 2:5-Niederlage bei Chemie Riesa wieder verspielt wurde. Vor dem entscheidenden Duell mit Turbine Erfurt lagen die Eislebener mit einem Punkt Rückstand zum Gegner auf Rang 2. Mit ihrem 2:0-Sieg schufen die Erfurter jedoch eine gewisse Vorentscheidung über den Staffelsieg, den sie sich schließlich auch nicht mehr nehmen ließen. Am letzten Spieltag hatte Eisleben noch eine theoretische Chance bei einem Sieg bei Motor Eisenach und einer gleichzeitigen Heimniederlage der Erfurter gegen Einheit Dresden auf den Staffelsieg, der den Aufstieg in die Oberliga bedeutet hätte. Erfurt siegte jedoch mit 2:0, während Eisleben mit 1:3 verlor. Trotzdem beendete Dynamo die Saison mit einem 2. Platz, dem besten Ergebnis nach achtjähriger DDR-Liga-Geschichte.
Der 42-jährige Trainer Günter Lehmann konnte sich die ganze Saison über auf einen konstanten Spielerstamm mit einem Durchschnittsalter von 24 Jahren stützen. Allein sieben Spieler waren in mehr als 90 Prozent aller Spiele dabei. Zum Erfolgsgaranten wurde ausgerechnet Neuling Reinicke, der mit seinen 21 Toren nicht nur bester Schütze seiner Mannschaft, sondern auch Torschützenkönig der Ligastaffel Süd wurde. Die Stammelf hatte folgendes Aussehen:
| Werner Lihsa (21 Jahre, 27 Einsätze) Sacher (?/22), Paul Tretschok (28/29), Eberhard Fiebrig (28/22) Willi Schmidt (24/15), Günter Waldhauser (24/30) Werner Bartlitz (24/21), Siegwart Reinicke (20/28), Jürgen Schülbe (26/30), Benno Woit (24/29), Rudi Gebhardt (27/29) |

Trotz seiner guten Leistungen hatte Dynamo Eisleben nur geringen Publikumszuspruch. Der Besucherdurchschnitt im Städtischen Sportplatz lag nur bei 1.300, nur zu den Spielen gegen Erfurt und gegen Wismut Gera, als es am 19. Spieltag den 1. Tabellenplatz zu verteidigen galt, kamen 2.000 Zuschauer.

### Personen
- Thorsten Boer,
Jugendspieler bei Dynamo, ging 1989 zum DDR-Oberligisten BFC Dynamo, später 86 Zweitligaspiele für den Chemnitzer FC und den 1. FC Union Berlin
- Hendrik Herzog,
bis 1981 Jugendspieler bei Dynamo, später 83 Oberligaspiele für den BFC Dynamo, 208 Bundesligaspiele für Schalke 04, VfB Stuttgart und Hertha BSC, 7-facher DDR-Nationalspieler
- Marco Kurth,
bis Jugendspieler bei Dynamo, später 90 Zweitligaspiele beim FC Erzgebirge Aue
- Werner Lihsa,
bis 1967 Torwart bei Dynamo, danach 110 Oberligaspiele für den BFC Dynamo
- Gerhard Prautzsch
1984/85 Trainer bei Dynamo, nachdem er bei Dynamo Dresden als Cheftrainer entlassen worden war, 92-facher Oberligaspieler in Dresden
- Miroslav Rada,
ehemaliger tschechischer Erstligaspieler bei FK Teplice, 2007/08 beim MSV
- Ulrich Rothe
zwischen 1978 und 1990 Trainer bei Dynamo, davor 137 Oberligaspiele für Chemie Halle und Chemie Leipzig
- Karl Schäffner,
bis 1953 bei Dynamo, später DDR-Oberliga-Spieler und Trainer
- Lutz Schülbe,
spielte bis 1981 bei Dynamo, danach 154 Oberligaspiele für Dresden und Halle, 10-facher DDR-Nachwuchs-Nationalspieler
- Otto Werkmeister,
mit ZSG Union Halle 1949 Ostzonen-Fußballmeister, 1952 mit Turbine Halle DDR-Meister, in den 1970er Jahren Trainer bei Dynamo

### Platzierungen seit 1951
| Spielzeit | Ligazugehörigkeit           | Torverhältnis | Punkte | Rang |
| --------- | --------------------------- | ------------- | ------ | ---- |
| 1950/51   | Landesklasse Sachsen-Anhalt | 60:78         | 24:36  | 10   |
| 1951/52   | Landesklasse Sachsen-Anhalt | 72:42         | 34:18  | 3    |
| 1952/53   | Bezirksliga Halle           | 50:23         | 31:13  | 1    |
| 1953/54   | DDR-Liga (Staffel 2)        | 40:58         | 23:29  | 11   |
| 1954/55   | DDR-Liga (Staffel 2)        | 54:38         | 29:23  | 5    |
| 1956      | 2. DDR-Liga (Staffel Nord)  | 57:29         | 32:20  | 2    |
| 1957      | 2. DDR-Liga (Staffel Nord)  | 60:31         | 39:13  | 1    |
| 1958      | DDR-Liga                    | 49:48         | 24:28  | 7    |
| 1959      | DDR-Liga                    | 40:35         | 27:25  | 6    |
| 1960      | DDR-Liga                    | 56:42         | 27:25  | 5    |
| 1961/62   | DDR-Liga                    | 49:67         | 32:46  | 10   |
| 1962/63   | DDR-Liga (Staffel Süd)      | 41:35         | 29:23  | 7    |
| 1963/64   | DDR-Liga (Staffel Süd)      | 41:30         | 32:28  | 4    |
| 1964/65   | DDR-Liga (Staffel Süd)      | 63:37         | 39:21  | 2    |
| 1965/66   | DDR-Liga (Staffel Süd)      | 55:47         | 33:27  | 4    |
| 1966/67   | DDR-Liga (Staffel Süd)      | 35:47         | 27:33  | 13   |
| 1967/68   | DDR-Liga (Staffel Süd)      | 41:51         | 27:33  | 9    |
| 1968/69   | DDR-Liga (Staffel Süd)      | 26:36         | 27:33  | 10   |
| 1969/70   | DDR-Liga (Staffel Süd)      | 36:31         | 30:30  | 7    |
| 1970/71   | DDR-Liga (Staffel Süd)      | 38:45         | 25:35  | 11   |
| 1971/72   | DDR-Liga (Staffel C)        | 21:30         | 17:23  | 9    |
| 1972/73   | DDR-Liga (Staffel C)        | 42:39         | 17:27  | 11   |
| 1973/74   | Bezirksliga Halle           | 94:28         | 52:8   | 1    |
| 1974/75   | DDR-Liga (Staffel C)        | 45:31         | 28:16  | 2    |
| 1975/76   | DDR-Liga (Staffel C)        | 43:30         | 24:20  | 4    |
| 1976/77   | DDR-Liga (Staffel C)        | 26:21         | 26:18  | 5    |
| 1977/78   | DDR-Liga (Staffel C)        | 29:28         | 23:21  | 5    |
| 1978/79   | DDR-Liga (Staffel C)        | 40:37         | 23:21  | 6    |
| 1979/80   | DDR-Liga (Staffel C)        | 40:42         | 18:26  | 8    |
| 1980/81   | DDR-Liga (Staffel C)        | 45:24         | 27:17  | 4    |
| 1981/82   | DDR-Liga (Staffel C)        | 43:21         | 28:16  | 3    |
| 1982/83   | DDR-Liga (Staffel C)        | 42:43         | 21:23  | 4    |
| 1983/84   | DDR-Liga (Staffel C)        | 37:27         | 26:18  | 4    |
| 1984/85   | DDR-Liga (Staffel B)        | 44:53         | 29:39  | 15   |
| 1985/86   | DDR-Liga (Staffel Süd)      | 42:45         | 36:32  | 7    |
| 1986/87   | DDR-Liga (Staffel Süd)      | 26:57         | 24:44  | 16   |
| 1987/88   | Bezirksliga Halle           | 76:18         | 52:12  | 1    |
| 1988/89   | DDR-Liga (Staffel B)        | 41:43         | 33:35  | 10   |
| 1989/90   | DDR-Liga (Staffel B)        | 48:51         | 28:40  | 15   |

| Spielzeit | Ligazugehörigkeit (Spielklasse)    | Torverhältnis | Punkte | Rang |
| --------- | ---------------------------------- | ------------- | ------ | ---- |
| 1990/91   | Bezirksliga Halle (5.)             | 22:62         | 14:38  | 14   |
| 1991/92   | Bezirksliga Halle                  | 29:57         | 31:35  | 13   |
| 1992/93   | Bezirksliga Halle                  | 31:52         | 22:28  | 13   |
| 1993/94   | Bezirksliga Halle                  | 39:56         | 22:28  | 14   |
| 1994/95   | Landesliga Sachsen-Anhalt Süd (6.) | 43:64         | 20:36  | 13   |
| 1995/96   | Landesliga Süd                     | 42:46         | 44     | 7    |
| 1996/97   | Landesliga Süd                     | 48:48         | 47     | 6    |
| 1997/98   | Landesliga Süd                     | 87:33         | 71     | 2    |
| 1998/99   | Landesliga Süd                     | 81:28         | 71     | 1    |
| 1999/2000 | Verbandsliga Sachsen-Anhalt (5.)   | 49:81         | 32     | 15   |
| 2000/01   | Verbandsliga                       | 54:53         | 48     | 9    |
| 2001/02   | Verbandsliga                       | 24:83         | 29     | 16   |
| 2002/03   | Verbandsliga                       | 15:121        | 5      | 17   |
| 2003/04   | Landesliga Sachsen-Anhalt Süd (6.) | 48:79         | 36     | 13   |
| 2004/05   | Landesliga Süd                     | 49:63         | 32     | 11   |
| 2005/06   | Landesliga Süd                     | 50:65         | 36     | 11   |
| 2006/07   | Landesliga Süd                     | 51:32         | 60     | 2    |
| 2007/08   | Landesliga Mitte                   | 86:27         | 61     | 1    |
| 2008/09   | Verbandsliga Sachsen-Anhalt (6.)   | 45:32         | 47     | 5    |
| 2009/10   | Verbandsliga                       | 19:126        | 5      | 17   |
| 2010/11   | Landesliga Sachsen-Anhalt Süd (7.) | 42:123        | 13     | 16   |
| 2011/12   | Landesklasse Sachsen-Anhalt 4 (8.) | 71:31         | 64     | 2    |
| 2012/13   | Landesklasse 4                     | 83:47         | 57     | 3    |
| 2013/14   | Landesklasse 4                     | 88:35         | 61     | 2    |
| 2014/15   | Landesklasse 4                     | 98:37         | 77     | 1    |
| 2015/16   | Landesliga Sachsen-Anhalt Süd (7.) | 41:55         | 36     | 12   |
| 2016/17   | Landesliga Sachsen-Anhalt Süd      | 45:44         | 45     | 8    |
| 2017/18   | Landesliga Sachsen-Anhalt Süd      | 57:51         | 42     | 7    |
| 2018/19   | Landesliga Sachsen-Anhalt Süd      | 40:40         | 48     | 6    |
| 2019/20   | Landesliga Sachsen-Anhalt Süd      | 24:36         | 1,0    | 12   |
| 2020/21   | Landesliga Sachsen-Anhalt Süd      | 11:15         | 1,0    | 12   |
| 2021/22   | Landesliga Sachsen-Anhalt Süd      | 33:41         | 28     | 7    |
| 2022/23   | Landesliga Sachsen-Anhalt Süd      | 32:45         | 25     | 10   |

| Bilanz DDR-Liga | Bilanz DDR-Liga | Bilanz DDR-Liga | Bilanz DDR-Liga |
| Spielzeiten     | Punkte          | Torverhältnis   | Ewige Tabelle   |
| --------------- | --------------- | --------------- | --------------- |
| 33              | 858:874         | 1318:1271       | 3. Platz        |